# Jacques Ayé Abehi
Jacques Ayé Abehi, né en 1942, est un athlète ivoirien, spécialiste du lancer du javelot.

## Biographie
Titré lors des Jeux africains de 1973 avec un lancer à 77,22 m, il remporte les championnats d'Afrique 1979 avec la marque de 76,74 m.
Il participe à deux Jeux olympiques consécutifs en 1972 et 1976 mais ne parvient pas à franchir le cap des qualifications.

### Palmarès
| Date | Compétition            | Lieu  | Résultat | Épreuve           | Performance |
| ---- | ---------------------- | ----- | -------- | ----------------- | ----------- |
| 1973 | Jeux africains         | Lagos | 1er      | Lancer du javelot | 77,22 m     |
| 1979 | Championnats d'Afrique | Dakar | 1er      | Lancer du javelot | 76,74 m     |

### Records
| Épreuve           | Performance | Lieu | Date |
| ----------------- | ----------- | ---- | ---- |
| Lancer du javelot | 79,40 m     |      | 1975 |